# 慈照院 (文京区)
慈照院（じしょういん）は、東京都文京区にある曹洞宗の寺院。

## 歴史
1631年（寛永8年）、中山勝信の開基である。妻の慈照院が白眼慈雲に帰依していた関係で、白眼慈雲を開山に迎えた。
1945年（昭和20年）の空襲で、建物は全焼してしまった。昭和30年代に再建して現在に至る。

## 寺宝等
- 十一面観音菩薩像（本尊）

## 墓所
- 辰巳屋惣兵衛（侠客）

若いころは「平井辰五郎」と称し、任侠として名を馳せた。晩年は、伝通院の鬼門の方角 に、敢えて「辰巳屋」という店 を開く。そして江戸府内の寺社の祭礼に必ず登場し、面白おかしく踊ったことで人気を博した。
- 伊東貞文（塗師）
- 青野叔元（儒学者）
- 秋時憲（儒学者）
- 本部滄洲（儒学者）

## 交通アクセス
- 茗荷谷駅より徒歩13分。